# 大久保忠増
大久保 忠増（おおくぼ ただます）は、江戸時代前期から中期の大名、老中。相模国小田原藩第2代藩主。小田原藩大久保家4代。
初代藩主大久保忠朝の長男。正室は松平忠弘の娘（寿昌院慈岳元長尼）。寺社奉行、若年寄を経て、老中となる。

## 宝永噴火と藩政
宝永4年（1707年）11月の富士山噴火（宝永大噴火）は、約2か月前の宝永南関東地震を契機に発生したといわれているが、小田原藩領のうち、足柄上郡と駿東郡が大打撃を受けた。忠増は、家臣柳田久左衛門に命じて被害状況を調べさせたが、忠増は老中として江戸にあり、直接指揮がままならなかったこと、小田原藩は4年前の元禄大地震の余波から立ち直れず、復興資金繰りに難渋したこともあり、藩の救済は捗らず、このため、被害の大きかった足柄上郡104ヶ村と駿東郡59ヶ村の住民は幕府に直訴におよぶ構えをみせた。そのため、忠増は御宝物の正宗の太刀を売り、朝夕に食事も節制し、必要ならば自らが農民たちに代わって灰を取り除くための資金を将軍に願い出ると約束することになった。ここに至り忠増は藩単独での復興をあきらめ、幕府に救済を願い出た。
翌宝永5年（1708年）1月3日、幕府は被害の大きかった足柄地方と御厨地方（現御殿場市）の6万石を天領とし、藩には代わりに伊豆、美濃、播磨のうちに代替地が与える処分が出され、早くも1月7日には関東郡代伊奈忠順を復興総奉行に任命し、その資金は全国から100石につき金2両という割合で高役金（臨時課税）を課して集めた48万両余を当てる一方、被災地の土地改良・河川改修の手伝普請に備前岡山藩など5つの諸大名に分担せしめた。
正徳3年（1713年）7月25日に死去した。享年58。跡を六男・忠方が継ぐ。足柄・御厨地域6万石が小田原藩に還付となったのは35年後の延享4年（1747年）で、火山灰が降り積もったため領内の酒匂川はしばしば土砂氾濫・洪水を繰り返し、最終的に足柄平野の復興したのは、噴火発生から76年後の天明3年（1783年）である。

## 略歴
※日付は旧暦
- 1656年（明暦2年）、誕生。
- 1670年（寛文10年）12月28日、従五位下に叙位。安芸守に任官。
- 1681年（延宝9年）2月15日、幕府の奏者番に就任。
- 1683年（天和元年）11月22日、下総国豊田および常陸国筑波の両郡にて1万石を賜う。
- 1685年（貞享2年）7月22日、寺社奉行を兼帯。
- 1687年（貞享4年）12月18日、寺社奉行・奏者番より若年寄に異動。同日、隠岐守に遷任。（同僚先任者に、稲垣安芸守重定がいるため、内規により遷任）
- 1688年（貞享5年）8月27日、若年寄を辞職。同日、天和元年に賜った1万石を返上。
- 1698年（元禄11年）10月16日、藩主忠朝隠居し、同日、家督相続の上、小田原藩主となる。
- 1700年（元禄13年）12月21日、従四位下に昇叙。隠岐守如元。
- 1703年（元禄16年）11月、 元禄大地震
- 1705年（宝永2年）9月21日、老中となる。9月22日、加賀守に転任。　12月2日、侍従に遷任。加賀守の兼任如元。
- 1707年（宝永4年）10月4日、 宝永地震、11月23日、富士山噴火
- 1713年（正徳3年）9月25日、 老中在職のまま卒去。享年58。

※参考文献：大日本近世史料「柳営補任」、児玉幸多監修・新田完三編「内閣文庫蔵・諸侯年表」東京堂出版

## 系譜
父母
- 大久保忠朝（父）
- 村越氏 ー 側室（母）

正室
- 松平忠弘の娘

側室
- 石井氏
- 向井氏

子女
- 大久保忠方（六男）生母は石井氏（側室）
- 石川総陽（七男）生母は向井氏（側室）
- 宇津教保
- 宇津教逵
- 岩姫 ー 松平定逵正室